# Expédition d'Oran (1707)
conflits algéro-cherifiens
L'expédition d'Oran en 1707 est une opération militaire menée par le sultan marocain Ismaïl ben Chérif dans laquelle il tente d'étendre le territoire marocain jusqu'à l'ouest algérien.

## Contexte
Oran, qui à l'époque est sous domination espagnole, est attaquée à plusieurs reprises par le Maroc et la régence d'Alger. Malgré un premier échec en 1693, Moulay Ismaïl fait une deuxième tentative d'étendre la domination marocaine sur la ville d'Oran en 1707. Il ravage les territoires des environs avec comme objectif de prendre la ville.

## Bataille
La bataille a lieu dans une forêt non loin d'un petit village nommé La Mare d'Eau, 35 km à l'est d'Oran.
Moulay Ismaïl et son armée font la rencontre du bey de Mascara Mustapha Bouchelaghem qui défait l'armée de Moulay Ismaïl,. L'armée de Moulay Ismaïl est presque entièrement détruite.

## Conséquences
On dit que durant la nuit de sa défaite, pendant qu'il fuyait le champ de bataille, suivie par quelques-uns de ses officiers, Ismaïl se tourna vers eux et dit : « Oran est comme une vipère à l'abri sous un rocher ; malheur à l'imprudent qui y touche ! ».
À la suite de cette invasion peu fructueuse de Mouley Ismail, Mustapha Bouchlaghem reprend Oran aux Espagnols.